# Feneberg Lebensmittel

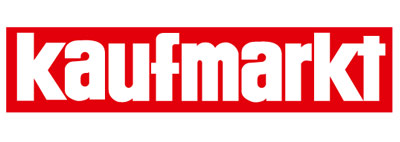
Logo Kaufmarkt

Altes Logo

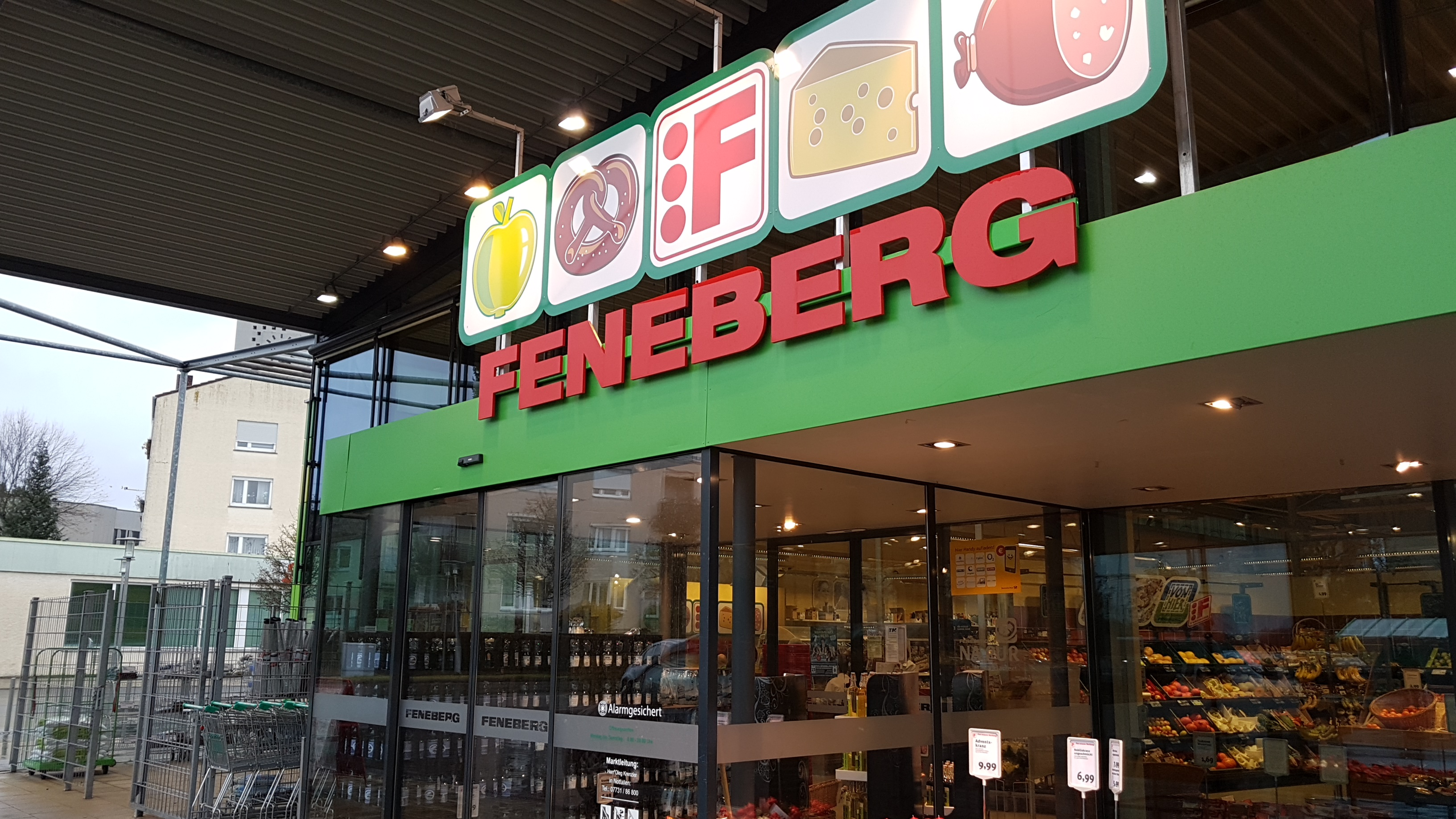
Feneberg Supermarkt in Ravensburg, Deutschland

Die Feneberg Lebensmittel GmbH ist eine deutsche Lebensmittelkette mit Firmenzentrale in Kempten (Allgäu). Sie ist regional in Schwaben, Oberschwaben, Oberbayern sowie im österreichischen Kleinwalsertal tätig.

## Geschichte
Unternehmensgründer Theodor Feneberg betrieb einen Käsegroßhandel, den er von seinem Vater übernommen hatte. 1933 kaufte er in der Zwingerstraße in Kempten ein Lebensmittelgeschäft, drei Jahre später eröffnete er ein Süßwarengeschäft in der Bahnhofstraße. Die Feneberg Lebensmittel GmbH wurde 1947 von ihm gegründet und ins Handelsregister eingetragen; seitdem wird sie von der Familie Feneberg geführt. Der Käsegroßhandel wurde 1950 aufgegeben, um stattdessen ein Filialnetz aufzubauen.
1955 wurde die Filiale in der Fischerstraße stark erweitert. Nach Angaben des Unternehmens entstand dort der erste Supermarkt Schwabens. Eigene Fleisch- und Wurstwaren kamen 1959 ins Sortiment, als das Unternehmen eine Kemptener Metzgerei übernommen hatte. 1969 wurde am Stadtrand von Kempten das Warenhaus Kaufmarkt mit ca. 7000 m² Verkaufsfläche eröffnet.
Im Lauf der Jahre übernahm Feneberg einige Unternehmen wie die Metzgereikette Philipp Reiter GmbH, die Landbäckerei Durach und die Bäckerei Sinz, die inzwischen zusammengeführt unter Feneberg Bäckerei firmiert, sowie die Metzgerei Bühler, die bis dahin Bioware für die Feneberg Metzgerei hergestellt hatte. 2012 kamen Anteile an der Metzgerei Dietz hinzu.
Im Jahr 2019 betrieb Feneberg 76 Filialen. Die Verbrauchermärkte firmieren unter der Bezeichnung Kaufmarkt und verfügen auch über eine Auswahl an Textilien, Spielwaren, Haushaltswaren und anderen Artikeln. Daneben betreibt Feneberg eine eigene zentrale Metzgerei und Bäckerei und vertreibt einige Eigenmarken. Besonders herausgestellt wird die Marke VonHier für Produkte aus regionalem, kontrolliert biologischen Anbau bzw. biologischer Erzeugung (seit 1998). VonHier-Produkte werden innerhalb von 100 Kilometern um den Firmensitz in Kempten von über 600 Vertragspartnern hergestellt. Seit Herbst 2008 wird versucht, durch die Eigenmarke FeBio (Bio-Produkte jenseits der 100-Kilometer-Grenze) die Produktpalette von Alnatura im Bereich der günstigen Bioprodukte zu ersetzen. Zudem werden unter dem Namen Die Küche Selbstbedienungsrestaurants betrieben.
Die Feneberg Lebensmittel GmbH ist auch Hersteller von Convenience Food. Diese Produkte werden im Einzelhandel sowohl in den eigenen Filialen unter dem Markennamen Gourmella und in den Filialen der Philipp Reiter GmbH (hier unter dem Namen Reiter Bonvenience) vertrieben. Den Großmarktabsatz übernahm die Philipp Reiter GmbH.
Feneberg war auch im Online-Lebensmittelhandel engagiert. Ende Juli 2017 startete Feneberg Deutschlands ersten Supermarkt bei Amazon Prime Now mit einer Stunde Lieferzeit. Zum Online-Zweig gehörte auch das 2012 gegründete Lebensmittel-Startup Freshfoods, eine hundertprozentige Tochter mit dem Namen „Freshfoods by Feneberg“, das Ende Oktober 2018 eingestellt wurde. Seither werden die Produkte über Bringmeister vertrieben. Das Unternehmen hat derzeit (Stand 2019) nicht vor, erneut in den Handel im Onlinebereich einzusteigen.
2019 geriet Feneberg durch hohe Pensionsrückstellungen und große Investitionen in wirtschaftliche Schwierigkeiten. Daraufhin wurde ein Sanierungskonzept für vier Jahre ausgearbeitet. Unter anderem sollten unternehmensinterne Leistungen ausgelagert und Stellen abgebaut werden. Zudem hat die Belegschaft vorübergehend auf Teile der Vergütung verzichtet.
Im Rahmen des Sanierungskonzepts begann Feneberg eine Kooperation mit Edeka, um im Einkauf und der Logistik bessere Konditionen zu erhalten. Trotz dieser Kooperation blieb Feneberg eine eigenständige GmbH und trifft unternehmerische Entscheidungen weiterhin unabhängig. Feneberg ist, gemessen am Bruttoumsatz, der größte selbständige Einzelhändler in Deutschland (Stand 2025).
Das Sanierungskonzept der Feneberg Lebensmittel GmbH wurde im Jahr 2024 abgeschlossen. Im Zuge dessen wurde auch die Vergütungsstruktur (Gehälter, Pensionen) angepasst. Im Frühjahr 2025 meldete Feneberg erneut rote Zahlen. Hauptgrund sei die defizitäre Fleischproduktion. Im April 2025 beantragte die Metzgerei-Tochtergesellschaft Allgäu Fresh Foods GmbH & Co. KG (AFF), die in Kempten und Schopfloch rund 450 Mitarbeiter beschäftigt, ein Schutzschirmverfahren.

## Auszeichnungen
- Bundesehrenpreist 2015 für Wurst- und Fleischwaren (30 × Gold)[15]

## Sonstiges
Die Eigentümerfamilie Feneberg agierte unter anderem bei der Bigbox Allgäu, dem Forum Allgäu und dem Lindaupark als Investor. 